# 마르코 안드레올리
마르코 안드레올리(이탈리아어: Marco Andreolli, 1986년 6월 10일 ~ )는 이탈리아의 전 축구 선수이다.

## 클럽 경력
안드레올리는 2003년에 인테르나치오날레와 계약하기 이전인 파도바에서 선수 생활을 시작했다. 그는 18살이였던 2005년 5월에 레지나를 상대로 세리에 A 데뷔전을 치뤘고 세리에 A 2005-06 시즌에 두 경기를 더 뛰었다.
2006년 11월 29일, 메시나와의 코파 이탈리아 경기에서 안드레올리는 6분만에 그의 첫 프로통산 1호 골을 넣었고, 인테르가 4-0 대승을 하였다.
2007년 7월 27일, 그는 크리스티안 키부가 인테르로 이적하는 계약의 일부로서 로마와 공동 소유 계약을 맺었고, 그의 소유권의 절반은 3백만 유로로 책정되었다. 그는 2007-08 시즌 후반기를 세리에 B의 비첸차로 임대 보내졌다.
그의 이적 권한은 2008년 여름 이적시장 시기에 무보수로 로마가 획득했고, 안드레올리는 나중에 1군팀 경험을 쌓기 위해 2008–09 시즌 전체 동안 세리에 B의 사수올로로 임대 보내졌다.
2009년 10월 22일, 그는 풀럼과의 UEFA 유로파리그 조별 예선전에서 94분경에 로마의 동점골을 뽑아냈다.
2010년 여름, 그는 더 많은 1군팀 기회를 얻기를 희망했고 그 뒤인 2010년 8월 24일에 로마는 키에보에게 안드레올리를 이적시켰다. 그의 계약기간은 단 1년만 남은 상태였으며, 이적료는 80만 유로였다.
2011년 1월 24일, 인테르는 88만5천 유로에 키에보로부터 그의 소유권의 절반을 도로 사왔다. 하지만 6월 22일에 그는 키에보에게 50만 유로에 다시 팔렸다. 그리고 같은해 이적시장에 미켈레 리조네가 50만 유로에 인테르에 입단했다.
2013년 5월 11일에 안드레올리가 이적료 없이 인테르로의 입단을 발표했다.

## 국가대표팀 경력
안드레올리는 2006년부터 2009년까지 피에를루이지 카시라기가 이끄는 이탈리아 U-21 축구 국가대표팀의 일원이였다.

## 수상 경력
- 코파 이탈리아 프리마베라
  - 2005–06[8]
- 코파 이탈리아
  - 2004–05, 2005–06
- 수페르코파 이탈리아나
  - 2005, 2006
- 세리에 A
  - 2005–06, 2006–07